# Roger III (roi de Sicile)
Pour les articles homonymes, voir Roger de Sicile.
Roger III de Sicile (1170/1180 - 24 décembre 1193) est un prince normand du royaume de Sicile, fils de Tancrède de Lecce, roi de Sicile (1190-1194), et de Sibylle d'Acerra, sœur du comte Richard d'Acerra.

## Biographie
Nommé par son père duc d'Apulie en 1189/1190, Roger est ensuite associé au trône, Tancrède voulant probablement légitimer son pouvoir et assurer la continuité dynastique face aux prétentions de l'Empire germanique dont la puissante famille impériale des Hohenstaufen réclame l'héritage du royaume sicilien depuis la mort sans postérité du roi Guillaume II de Sicile en 1189.
En 1193, il épouse la princesse byzantine, Irène Ange, fille du Basileus Isaac II Ange.
Il meurt précocement avant son père, le 24 décembre 1193.